# Миссисипи (штат)
Миссиси́пи (англ. Mississippi, американское произношение: [ˌmɪsᵻˈsɪpi] (слушать)о файле) — штат на юге США, 20-й по счёту штат, вошедший в состав союзного государства. Население 2 978 512 человек (31-е место в США; данные 2011 года). Столица и крупнейший город — Джэксон. Официальное прозвище — «Штат магнолии» (англ. Magnolia State), неофициальное — «Штат гостеприимства». Штат Миссисипи тесно связан с Движением за гражданские права чернокожих в США.

## История
В начале второго тысячелетия нашей эры на территории штата была развита так называемая «индейская миссисипская культура». Название «Миссисипи» восходит к индейскому «Великая Река» (язык оджибве). Первыми европейцами, обследовавшими регион, были испанцы, прибывшие сюда в 1540 году в составе экспедиции Эрнандо де Сото.
Территория Миссисипи была принята в состав США в качестве двадцатого штата 10 декабря 1817 года.
В 2013 году Миссисипи стал последним штатом в США, официально ратифицировавшим 13-ю поправку к конституции, отменяющую рабство.

## География
Миссисипи занимает площадь 125 443 км². На севере штат граничит с Теннесси, на востоке — с Алабамой, на юго-западе — с Луизианой, на северо-западе — с Арканзасом. На юге Миссисипи омывается водами Мексиканского залива. Своё название штат получил по реке Миссисипи, текущей вдоль его западной границы.
Штат лежит на слабохолмистой береговой равнине. В пределах штата выделяется низменная и плоская территория между реками Миссисипи и её левым притоком Язу, ограниченная с востока невысокой грядой и именуемая Дэлта. Она отличается плодороднейшими чернозёмовидными почвами. Лето — жаркое и влажное на всей территории штата, кроме северо-востока, где климат более умеренный. Зима — тёплая, среднеянварская температура от 6 °C на севере до 10 °C на юге. Количество осадков возрастает с севера на юг, в среднем около 1300 мм в год. Зимой выпадает небольшое количество снега. Крупнейшая река — пограничная Миссисипи с притоками Язу и Биг-Блэк-Ривер. Свыше половины территории штата покрыто лесами, преимущественно сосновыми, на севере — лиственными. На территории штата находятся 7 национальных парков. Одной из особенностей штата является регулярный приход ураганов-торнадо с Мексиканского залива, особенно страдает южная часть штата. В среднем, по территории штата в год проходят 27 торнадо различной мощности и продолжительности.

## Население
По данным переписи 2011 года, население штата составляет 2 978 512 человек.
До 1930-х годов афроамериканское население составляло большинство населения региона. При последующих миграциях, более 360 тыс. афроамериканцев покинули штат, мигрировав на север и запад страны. Тем не менее, даже сегодня в Миссисипи самый высокий в США процент афроамериканского населения среди всех штатов — около 37 %. В последние годы этот показатель увеличивается из-за более высокой рождаемости среди афроамериканского населения. Во многих районах в центральной и юго-западной частях штата афроамериканцы составляют абсолютное большинство. Лица азиатского происхождения составляют около 0,7 % населения.
Изменение численности населения:
- 1930 — 2 009 821
- 1940 — 2 183 796
- 1950 — 2 178 914
- 1960 — 2 178 141
- 1970 — 2 216 912
- 1980 — 2 520 638
- 1990 — 2 573 216
- 2000 — 2 844 658
- 2010 — 2 967 297
- 2013 — 3 001 254

Крупные города:
- Джэксон: 173 861 чел.
- Галфпорт: 70 055 чел.
- Хаттисберг: 51 993 чел.
- Билокси: 45 670 чел.

## Экономика
По данным Бюро экономического анализа США, в 2003 году ВРП штата Миссисипи составил $72 млрд, или $23 466 на душу населения. По данным на 2006 год ВРП штата составил 84 млрд долларов, доход на душу населения в том же году составил $26 908 (самый низкий показатель в стране). До гражданской войны экономика Миссисипи традиционно базировалась на выращивании хлопка. Главным образом из-за этой плантационной экономики, зависимой от хлопка, инфраструктура штата развивалась крайне медленно. Большая часть штата вдали от долины реки Миссисипи представляла собой совершенно неразвитую территорию. Индустриализация во многих районах Миссисипи пришла лишь с началом XX века. Сегодня штат оценивается как один из беднейших в стране.
На январь 2010 уровень безработицы составил 10,9 %.

## Транспорт
Система межштатных автомагистралей штата включает в себя 9 дорог: I-10, I-20, I-22, I-55, I-59, I-69, I-110, I-220, I-269.